# Derek de Lint
Dick Hein de Lint (17 de julio de 1950) es un actor holandés de cine y televisión.
De Lint nació en La Haya. En 1977, interpretó a Alex en la película Soldier of Orange, dirigida por Paul Verhoeven. En 1986, interpretó el papel de Anton Steenwijk en The Assault, que ganó un Premio Óscar por Mejor película extranjera en 1986. En 2006, De Lint protagonizó en Black Book como Gerben Kuipers. Fue un regular en el drama de ciencia ficción Poltergeist: The Legacy que se transmitió desde 1996 hasta 1999. En 2012, protagonizó en la película Tears of Steel.

## Filmografía
- Barocco (1976)
- Blind Spot (1977)
- Soldier of Orange (1977)
- Inheritance (1978)
- De Grens (1979)
- Kort Amerikaans (1979)
- Dat moet toch kunnen (1979)
- The Lucky Star (1980)
- Come-Back (1981)
- Hedwig: The Quiet Lakes (1982)
- Een Zaak van leven of dood (1983)
- Bastille (1984)
- Mata Hari (1985)
- The Assault (1986)
- Chris Brine (1987)
- Diary of a Mad Old Man (1987)
- Tres hombres y un bebé (1987)
- Stealing Heaven (1988)
- La insoportable levedad del ser (1988)
- Rituals (1989)
- The Free Frenchman (1989)
- Mountain of diamonds (1991)
- Die Sonne über dem Dschungel (1992)
- Angie (1993)
- Affair play (1995)
- Long Live the Queen (Lang leve de koningin) (1995)
- All Men Are Mortal (1995)
- Deep Impact (1998)
- The Artist's Circle (2000)
- Soul Assassin (2001)
- Superstition (2001)
- Tom & Thomas (2002)
- The Big Charade (2003)
- Into the West (2005)
- Gooische Vrouwen Serie - Dokter Rossi (2005-)
- Moonlight Serenade (2006)
- Cuando un extraño llama (2006)
- Black Book (2006)
- Nova Zembla (2011)
- Tears of Steel (2012)
- Anatole (2012)
- Insensibles (2012)